# Kroke
Kroke – krakowski zespół instrumentalny z gatunku world music. Nazwa zespołu w języku jidysz oznacza Kraków.
Zespół został założony w 1992 roku przez trzech przyjaciół, absolwentów Akademii Muzycznej w Krakowie. Początkowo zespół kojarzony był z muzyką klezmerską z silnymi wpływami bałkańskimi. Aktualnie w swej twórczości balansuje pomiędzy gatunkami, czerpiąc inspiracje z muzyki etnicznej, brzmienia Orientu (zwłaszcza na albumie Seventh Trip), a także jazzu tworząc swój własny, charakterystyczny styl.
W ostatnich latach oprócz własnych projektów zespół nagrywał również płyty z takimi artystami jak Nigel Kennedy, Edyta Geppert czy Maja Sikorowska.
Grupa cieszy się popularnością głównie poza granicami Polski.

## Historia
Pierwszym oficjalnym materiałem Kroke była wydana w 1993 kaseta Kroke Klezmer Accoustic Music. Podczas koncertów promocyjnych nagrania zespół poznał Stevena Spielberga. Efektem spotkania był koncert zespołu na uroczystości Survivors Reunion w Jerozolimie w Izraelu oraz podczas polskiej premiery filmu Lista Schindlera.
W roku 1996 grupa rozpoczęła współpracę z niemiecką wytwórnią płytową Oriente Musik. Pierwszym materiałem, który ukazał się jej nakładem, była wydana w tym samym roku płyta Trio.
W lipcu 1997 roku zespół, na zaproszenie Petera Gabriela, wystąpił po raz pierwszy na festiwalu WOMAD. Współpraca z muzykiem zaowocowała wspólnymi nagraniami w Real World Studios, których fragmenty zostały następnie wykorzystane przez Petera Gabriela na płycie Long Walk Home: Music from the Rabbit-Proof Fence, stanowiącej ścieżkę dźwiękową do filmu Polowanie na króliki (ang. Rabbit-Proof Fence). W tym samym roku ukazał się drugi długogrający krążek zespołu – Eden.
Kolejne lata ubiegły na trasach koncertowych, w czasie których zespół uczestniczył w ważnych europejskich festiwalach muzycznych, takich jak Umea Folk Music Festival, Szwecja; City of London Festival, Wielka Brytania; Forde Folk Music Festival, Norwegia; North Sea Jazz Festival, Holandia i inne. W tym czasie ukazały się płyty Live at the Pit (1998) oraz The Sounds of the Vanishing World (1999).
W roku 2000 płyta The Sounds of the Vanishing World otrzymała Nagrodę Niemieckiej Krytyki Płytowej (niem. Preis der deutschen Schallplattenkritik). Wcześniej nominację do tego wyróżnienia otrzymała płyta Live at the Pit.
Rok 2001 to początek współpracy ze skrzypkiem Nigelem Kennedym. W wyniku współpracy powstała płyta East Meets East, wydana w 2003 roku. W tym samym roku ukazał się także album tria, Ten Pieces to Save the World, który uplasował się na drugim miejscu europejskiej listy World Music Charts.
W roku 2004 grupa, tym razem wraz z Nigelem Kennedym, znowu pojawiła się na festiwalu WOMAD. W tym samym roku zespół otrzymał nominację do nagrody BBC Radio 3 Awards for World Music w kategorii Europa, wydał kolejną płytę Quartet – Live at Home (z Tomaszem Grochotem na perkusji, który odtąd przez kolejnych kilka lat koncertował z zespołem), a także rozpoczął współpracę z Edytą Geppert, owocem której była wspólna płyta Śpiewam życie (2006). Równocześnie powstał nowy projekt: „Kroke – symfonicznie” wraz z orkiestrą Sinfonia Baltica w aranżacjach i pod dyrekcją Bohdana Jarmołowicza.
W 2006 roku utwór The Secrets of The Life Tree w wykonaniu Kroke znalazł się na ścieżce dźwiękowej filmu Davida Lyncha Inland Empire.
Kolejnym autorskim albumem zespołu była płyta Seventh Trip, która ukazała się w 2007 roku.
Rok 2008 wypełniły zespołowi koncerty w Polsce i Europie oraz praca nad „projektem kameralnym” w aranżacji Krzysztofa Herdzina, którego premiera odbyła się w Hiszpanii z udziałem orkiestry Sinfonica de Burgos pod dyrekcją Javiera Castro. Kolejne odsłony tego projektu zabrzmiały w Krakowie i Sankt Petersburgu w Rosji z towarzyszeniem Sinfonietty Cracovia pod dyrekcją Roberta Kabary.
Wydana w 2009 płyta Out of Sight to swoisty powrót zespołu do korzeni – muzycy ponownie występują jako trio a koncerty nabierają bardziej kameralnego charakteru.
Rok 2010 przyniósł początek współpracy z Mają Sikorowską, jak i wspólnie koncerty z norweskim zespołem „Tindra” oraz hiszpańskim skrzypkiem Diego Galazem. Szczególnymi wydarzeniami tego roku były również: muzyka Kroke do filmu Tramwaj Wspomnień w reżyserii Łukasza Czuja (film powstał na otwarcie Muzeum „Fabryka Schindlera” w Krakowie), udział w Kennedy's Polish Weekend w Southbank Centre w Londynie u boku Nigela Kennedy’ego. W tym samym roku zespół pojawił się na Schleswig Holstein Musik Festival w Niemczech oraz w przedstawieniu „Twój anioł Wolność ma na imię” w reżyserii Roberta Wilsona z okazji 30-lecia powstania „Solidarności” w Gdańsku.
W styczniu 2011 roku zespół wraz z Mają Sikorowską zakończył pracę nad płytą Avra, która zawiera 12 greckich pieśni. W projekcie gościnnie bierze udział perkusista Sławomir Berny.
W kwietniu tego samego roku ukazała się płyta Live in Førde nagrana na żywo podczas Førdefestival w lipcu 2010 roku wspólnie z triem Tindra.

## Dyskografia
Albumy
| Klezmer Acoustic Music            | - Data: 1993 - Wydawca: wydanie własne                      | –  |                    |
| Trio Klezmer Acoustic Music       | - Data: 1995 - Wydawca: AMC                                 | –  |                    |
| Trio                              | - Data: 2 października 1996 - Wydawca: Oriente Musik        | –  |                    |
| Eden                              | - Data: 19 września 1997 - Wydawca: Oriente Musik           | –  |                    |
| The Sounds of the Vanishing World | - Data: 1 grudnia 1999 - Wydawca: Oriente Musik             | –  |                    |
| Ten Pieces to Save the World      | - Data: 10 lutego 2003 - Wydawca: Oriente Musik             | –  |                    |
| Seventh Trip                      | - Data: 7 maja 2007 - Wydawca: Oriente Musik                | –  |                    |
| Out of Sight                      | - Data: 1 października 2009 - Wydawca: Oriente Musik        | –  |                    |
| Feelharmony                       | - Data: 9 października 2012 - Wydawca: EMI Music Poland     | 22 | - POL: złota płyta |
| Ten                               | - Data: 12 listopada 2014 - Wydawca: Universal Music Polska | –  | - POL: złota płyta |
| Traveller                         | - Data: 17 marca 2017 - Wydawca: Universal Music Polska     | 40 |                    |
| Rejwach                           | - Data: 16 października 2019 - Wydawca: Oriente Music       | –  |                    |
| The World Of Christmas Carols     | - Data: 3 grudnia 2021 - Wydawca: wydanie własne            | –  |                    |
| Loud Silence                      | - Data: 7 października 2022 - Wydawca: Oriente Music        | –  |                    |
| „–” album nie był notowany.       |                                                             |    |                    |

Kompilacje
| 25 The Best Of              | - Data: 6 października 2017 - Wydawca: Universal Music Polska | – |  |
| „–” album nie był notowany. |                                                               |   |  |

Albumy z innymi wykonawcami
| East Meets East (z Nigelem Kennedym) | - Data: 6 czerwca 2003 - Wydawca: EMI Music Poland                       | 6  | - POL: złota płyta |
| Śpiewam życie (z Edytą Geppert)      | - Data: 2 października 2006 - Wydawca: Agencja Artystyczna Edyta/EMI     | 11 | - POL: złota płyta |
| Avra (z Mają Sikorowską)             | - Data: 28 lutego 2011 - Wydawca: EMI Music Poland                       | 15 |                    |
| Live in Førde (z Tindrą)             | - Data: 12 września 2011 - Wydawca: Talik                                | –  |                    |
| Ser (z Urną Chahar-Tugchi)           | - Data: 11 listopada 2018 - Wydawca: Urna Chahar-Tugchi (wydanie własne) | –  |                    |
| „–” album nie był notowany.          |                                                                          |    |                    |

Albumy koncertowe
| Tytuł                 | Dane dot. albumu                                      |
| --------------------- | ----------------------------------------------------- |
| Live at the Pit       | - Data: 20 października 1998 - Wydawca: Oriente Musik |
| Quartet: Live at Home | - Data: 20 września 2004 - Wydawca: Oriente Musik     |

## Nagrody i wyróżnienia
| Rok  | Kategoria                 | Tytuł | Nagroda        | Nota      | Źródło |
| ---- | ------------------------- | ----- | -------------- | --------- | ------ |
| 2015 | Album roku muzyka korzeni | Ten   | Fryderyki 2015 | Nominacja | [ 28 ] |